# White Rex
White Rex ist eine Bekleidungsmarke, Organisator von Neonazi-Kampfsport-Turnieren und Netzwerk des Neonazi Denis Kapustin aka „Denis Nikitin“. 

## Marke
In Deutschland ist die Marke White Rex nicht eingetragen. Im Online-Shop sind T-Shirts mit dem Aufdruck „SINCE 14.08.08“ erhältlich. Es ist jedoch unklar, ob es sich dabei um das Gründungsdatum der Kleidermarke oder schlicht um den von Neonazis verwendeten Code 1488 handelt. Als Gründer gilt der russische Neonazi Denis Nikitin (eigentlich Denis Kapustin).

### Ideologie und Symbolik
White Rex will erreichen, dass die „weißen Völker Europas“ ihren „Kampfgeist wiederentdecken“. In Werbevideos bedienen sich die Macher von White Rex einer martialischen Symbolik und in Deutschland verbotener NS-Runen. In der gewaltbereiten rechtsextremen Szene wird die Marke für ihr Auftreten gefeiert.
Die Ideologie spiegelt sich bei White Rex auch in der Bildsprache wider. Das Logo besteht aus einer Art stilisierter Wikinger, im Hintergrund ein sogenanntes Kolovrat – eine Art Sonnensymbol. Dieses wird auch bei russischen Neonazis verwendet und erinnert stark an ein Hakenkreuz beziehungsweise die Schwarze Sonne. Diese rechtslastige Bildsprache findet sich ebenfalls auf den Kleidungsstücken von White Rex. Diverse Motive zeigen mittelalterlich anmutende Krieger oder verschiedene Schuss-, Hieb- und Stichwaffen. Auch im Angebot sind Nazi-Symbole wie T-Shirt mit der Zahl 88 oder 14 der „14 words“ von David Eden Lane.

## Netzwerk

### Russland
In Russland organisierte White Rex mehrere große MMA-Turniere, veranstaltete Konzerte und wird u. a. von rechten Hooligans getragen. Die MMA-Turniere tragen den Titel „Geist des Kriegers“, und laut Marke will man damit die „Verankerung des Sportes im gesunden Teil unserer europäischen Jugend“ und den „Geist des Kriegers in unserem Volke“ fördern.
Ähnlich völkischen Hintergrund haben auch die Konzerte. Die deutschen Nazibands Moshpit und Brainwash spielten 2011 in Moskau.

### Deutschland
White Rex pflegt rege Kontakte zur deutschen Neonazi-Szene.
2013 veranstaltete die Marke ihr erstes Turnier in Europa. Die Wochenzeitung Die Zeit vermutete eine Zusammenarbeit mit dem faschistischen Jugend- und Kulturzentrum Casa Pound in Rom. Bei dem Event waren auch deutsche Neonazis wie Andy Knape (ehemaliger Vorsitzender der NPD-Jugendorganisation JN) anwesend.
Der Chef von White Rex Denis Nikitin trat als Redner 2017 auf dem größten deutschen Rechtsrockkonzert Rock gegen Überfremdung in Thüringen auf.

### Schweiz
Der Onlinehandel für White Rex Produkte wurde ab 2017 von der im schweizerischen Lotzwil ansässigen Firma Fighttex AG betrieben. Geschäftsführer und einziger Verwaltungsrat war Florian Gerber, der von 2019 bis 2022 Präsident der rechtsextremen Partei PNOS war. Der Unternehmer Peter Patrik Roth zeichnete die Hälfte des Aktienkapitals von 100.000 Franken. Nachdem Medien 2019 über Roths Beteiligung berichteten, verkaufte dieser seine Anteile und distanzierte sich von jeglichem rechtsextremen Gedankengut. Die Aktiengesellschaft befand sich ab 2023 in Liquidation und wurde nach Beendigung der Liquidation 2024 aus dem Handelsregister gelöscht.